# Để Mị nói cho mà nghe
"Để Mị nói cho mà nghe" (tiếng Anh: Let Mi tell) là bài hát của ca sĩ Hoàng Thùy Linh trong album phòng thu thứ ba, Hoàng. Ca khúc được phát hành bởi The Leader Entertainment vào ngày 19 tháng 6 năm 2019 với tư cách là đĩa đơn mở đường. Bài hát được viết bởi Thịnh Kainz, Kata Trần, T-Bass, và được sản xuất bởi chính Kainz. "Để Mị nói cho mà nghe" mang âm hưởng pop, pha trộn thể loại world music, folktronica và future bass, với lời nhạc do nhân vật chính Mị bày tỏ khát khao tuổi trẻ, được lấy cảm hứng từ truyện ngắn Vợ chồng A Phủ (1952).
"Để Mị nói cho mà nghe" nhận được nhiều phản hồi tích cực từ công chúng lẫn giới chuyên môn. Ca khúc thắng "Bài hát của năm" và "Video âm nhạc của năm" tại giải thưởng Âm nhạc Cống hiến năm 2020; cũng như trở thành ca khúc lập kỷ lục đầu tiên trong lịch sử Làn Sóng Xanh với 6 giải thưởng, cùng 3 giải Mai Vàng và 1 giải WebTVAsia Awards 2019.
Video âm nhạc "Để Mị nói cho mà nghe" đã ra mắt chính thức trên kênh YouTube vào ngày 19 tháng 6 năm 2019. Video được đạo diễn bởi người từng thực hiện chỉ đạo cho video thắng giải Cống hiến Nhu Đặng.

## Trình diễn trực tiếp
- ABU TV Song Festival 2019 tại Nhật Bản[6]
- Lễ Trao Giải Elle Style Award 2019
- V-Heartbeat Live 2019
- Sóng 20 HTV2 2020

## Lịch sử phát hành
| Quốc gia | Ngày                | Định dạng       | Hãng đĩa                 |
| -------- | ------------------- | --------------- | ------------------------ |
| Việt Nam | 24 tháng 6 năm 2019 | Tải kĩ thuật số | The Leader Entertainment |

## Giải thưởng
| Năm  | Giải thưởng                   | Hạng mục                           | Kết quả   | Ghi chú |
| ---- | ----------------------------- | ---------------------------------- | --------- | ------- |
| 2020 | Làn Sóng Xanh Next Step       | Top 10 ca khúc được yêu thích nhất | Đoạt giải | [ 2 ]   |
| 2020 | Làn Sóng Xanh Next Step       | Ca khúc của năm                    | Đoạt giải | [ 2 ]   |
| 2020 | Làn Sóng Xanh Next Step       | Bài hát hiện tượng                 | Đoạt giải | [ 2 ]   |
| 2020 | Làn Sóng Xanh Next Step       | Sự kết hợp xuất sắc                | Đoạt giải | [ 2 ]   |
| 2020 | Làn Sóng Xanh Next Step       | Hòa âm phối khí                    | Đoạt giải | [ 2 ]   |
| 2020 | Làn Sóng Xanh Next Step       | MV của năm                         | Đoạt giải | [ 2 ]   |
| 2020 | Giải thưởng Âm nhạc Cống hiến | Video âm nhạc của năm              | Đoạt giải | [ 8 ]   |
| 2020 | Giải thưởng Âm nhạc Cống hiến | Bài hát của năm                    | Đoạt giải | [ 8 ]   |

## Bảng xếp hạng
| Bảng xếp hạng (2022)       | Vị trí |
| -------------------------- | ------ |
| Việt Nam (Vietnam Hot 100) | 96     |

## Đội ngũ thực hiện
- Hoàng Thùy Linh — hát chính
- Đoàn Hân — hát bè
- Thịnh Kainz, Kata Trần — nhà soạn nhạc
- Thịnh Kainz, Kata Trần và T-Bass — người viết lời
- Thịnh Kainz — nhà sản xuất
- Thịnh Kainz, Tùng Cedrus — phối khí
- Minh Maximum — mixing và mastering
- Đinh Nhật Minh — sáo mèo[9]